# Hipposideros calcaratus
Hipposideros calcaratus är en fladdermusart som först beskrevs av George Edward Dobson 1877.  Hipposideros calcaratus ingår i släktet Hipposideros och familjen rundbladnäsor. IUCN kategoriserar arten globalt som livskraftig. Inga underarter finns listade i Catalogue of Life. Wilson & Reeder (2005) skiljer mellan två underarter.
Denna fladdermus förekommer på östra Nya Guinea, på Bismarckarkipelagen, på Salomonöarna och på en ö norr om västra Nya Guinea. Arten lever i låglandet och i låga bergstrakter upp till 1000 meter över havet. Den vistas i olika habitat.
Individerna vilar i grottor och i tunnlar och bildar där stora kolonier som kan ha några tusen medlemmar. Antagligen jagar arten över floder. Honor föder en eller två ungar per år.